# Neolophonotus leptostylus
Neolophonotus leptostylus là một loài ruồi trong họ Asilidae. Neolophonotus leptostylus được Londt miêu tả năm 1988. Loài này phân bố ở vùng nhiệt đới châu Phi.